# Manambaho
Le Manambaho est un fleuve du versant ouest de Madagascar. Il se jette dans l'Océan Indien dans le canal du Mozambique.
Il prend sa source au niveau des hautes-terres aux alentours de Tsiroanomandidy, passe près de la ville de Morafenobe, et son delta se situe au sud de Tambohorano.
Son niveau varie fortement dans une année, il est traversable à pied pendant la saison sèche mais peut être en crue pendant l'été.